# Choni
Choni (georgisch ხონი, χɔnɪ) ist eine Stadt in Region Imeretien im Westen Georgiens.
Choni ist eine Kreisstadt der gleichnamigen Munizipalität. Sie liegt in der Kolchischen Tiefebene am östlichen Flussufer des Zcheniszqali.

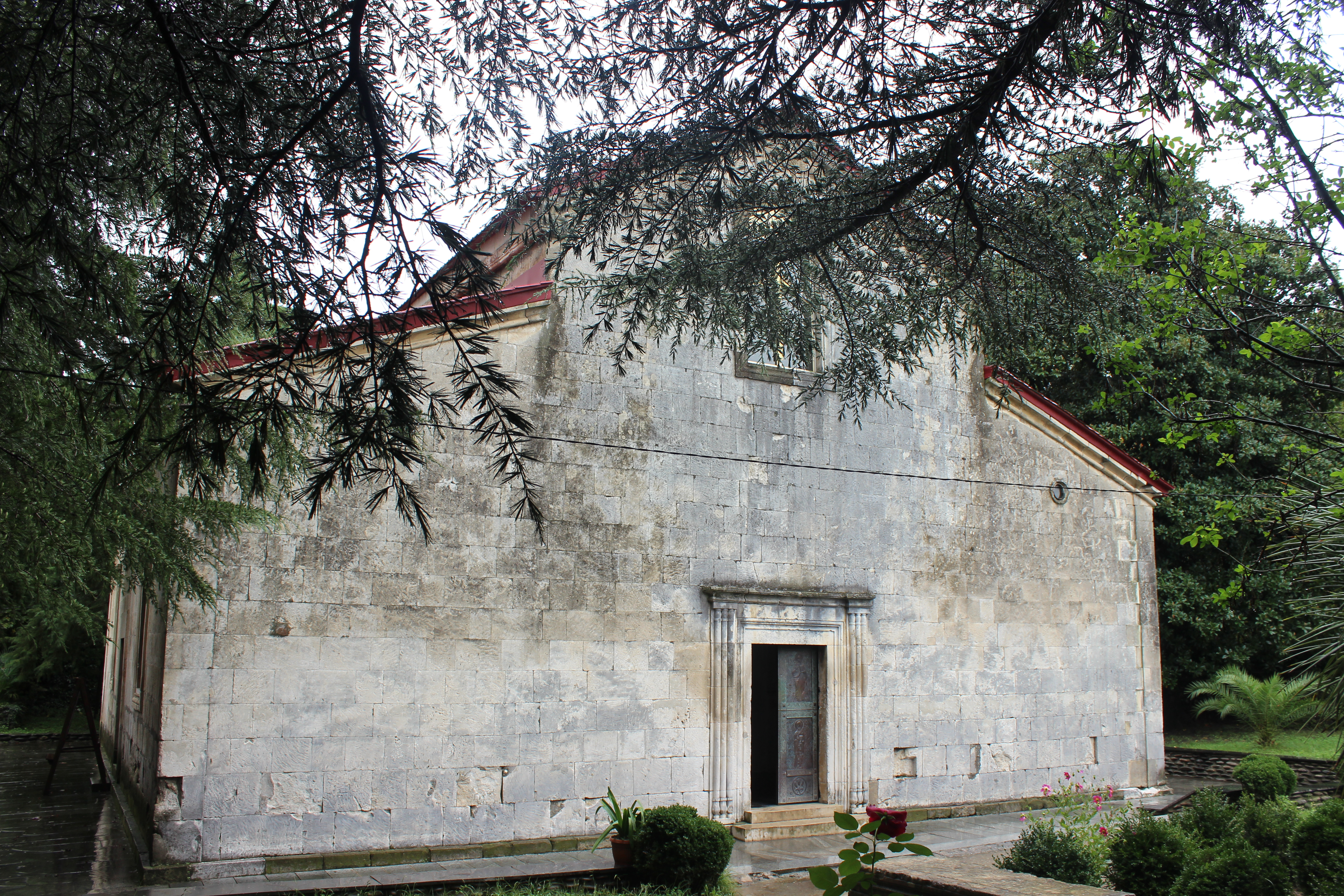
Kirche von Choni

Im Mittelalter war Choni eine bedeutende Ort für den Handel und das Handwerk in Georgien. Hier befand sich auch eine Kathedrale und war von 1529 bis 1820/22 Zentrum des Bistums Choni der Georgischen Orthodoxen Kirche (Katholikat von Abchasien). Der Stadtstatus erhielt Choni im Jahre 1921. Von 1936 bis 1989 hieß die Stadt Zulukidse nach dem dort geborenen Revolutionär Aleksandre (Alexander Grigorowitsch) Zulukidse.

## Persönlichkeiten
- Irakli Wissarionowitsch Abaschidse (1909–1992), Dichter und Politiker
- Polikarpe Kakabadse (1895–1972), Dramatiker
- Aleksandre Zulukidse (1876–1905), Revolutionär